# Boksen op de Middellandse Zeespelen 1951
Boksen is een van de sporten die beoefend werden tijdens de Middellandse Zeespelen 1951 in Alexandrië, Egypte. Er waren negen onderdelen, alle voor mannen.

## Uitslagen
| Event   | Goud                         | Zilver                 | Brons                 |
| ------- | ---------------------------- | ---------------------- | --------------------- |
| 51 kg   | Antonio Pozzali              | El Sayed El Kalash     | Fikri Idris           |
| 54 kg   | Muhammed Rabba               | Enrique Innocenti      | Muhammed El Rai       |
| 60 kg   | Saleh Abbas                  | Franco Giannini        | Tawfiq Habashi        |
| 63,5 kg | Bruno Visintin               | Mohyee El Din Elhamaki | Kamal Afra            |
| 67 kg   | Renzo Ruggieri               | Fathi Abdelrahman      | Ragheb Saman          |
| 71 kg   | Gharib Afifi                 | Josef Habis            | Salah El Masri        |
| 75 kg   | Mustafa Fahim                | Mohamad El Aktaa       | Walter Sentimenti     |
| 81 kg   | Giovanni-Battista Alfonsetti | Mohamad El Minibavi    | Abdel Wahab El Halabi |
| + 81 kg | Giacomo Di Segni             | Ahmad El Minibavi      | Fathi El Tork         |

## Medailleklassement
| Plaats | Land    | Goud | Zilver | Brons | Totaal |
| 1      | Italië  | 5    | 1      | 1     | 7      |
| 2      | Egypte  | 4    | 5      | 1     | 10     |
| 3      | Syrië   | 0    | 2      | 4     | 6      |
| 4      | Libanon | 0    | 1      | 3     | 4      |
| Totaal | Totaal  | 9    | 9      | 9     | 27     |

1951 · 1955 · 1959 · 1963 · 1967 · 1971 · 1975 · 1979 · 1983 · 1987 · 1991 · 1993 · 1997 · 2001 · 2005 · 2009 · 2013 · 2018 · 2022
Atletiek · Basketbal · Boksen · Gewichtheffen · Gymnastiek · Roeien · Schermen · Schietsport · Voetbal · Worstelen · Zwemmen